# グリルドチーズ

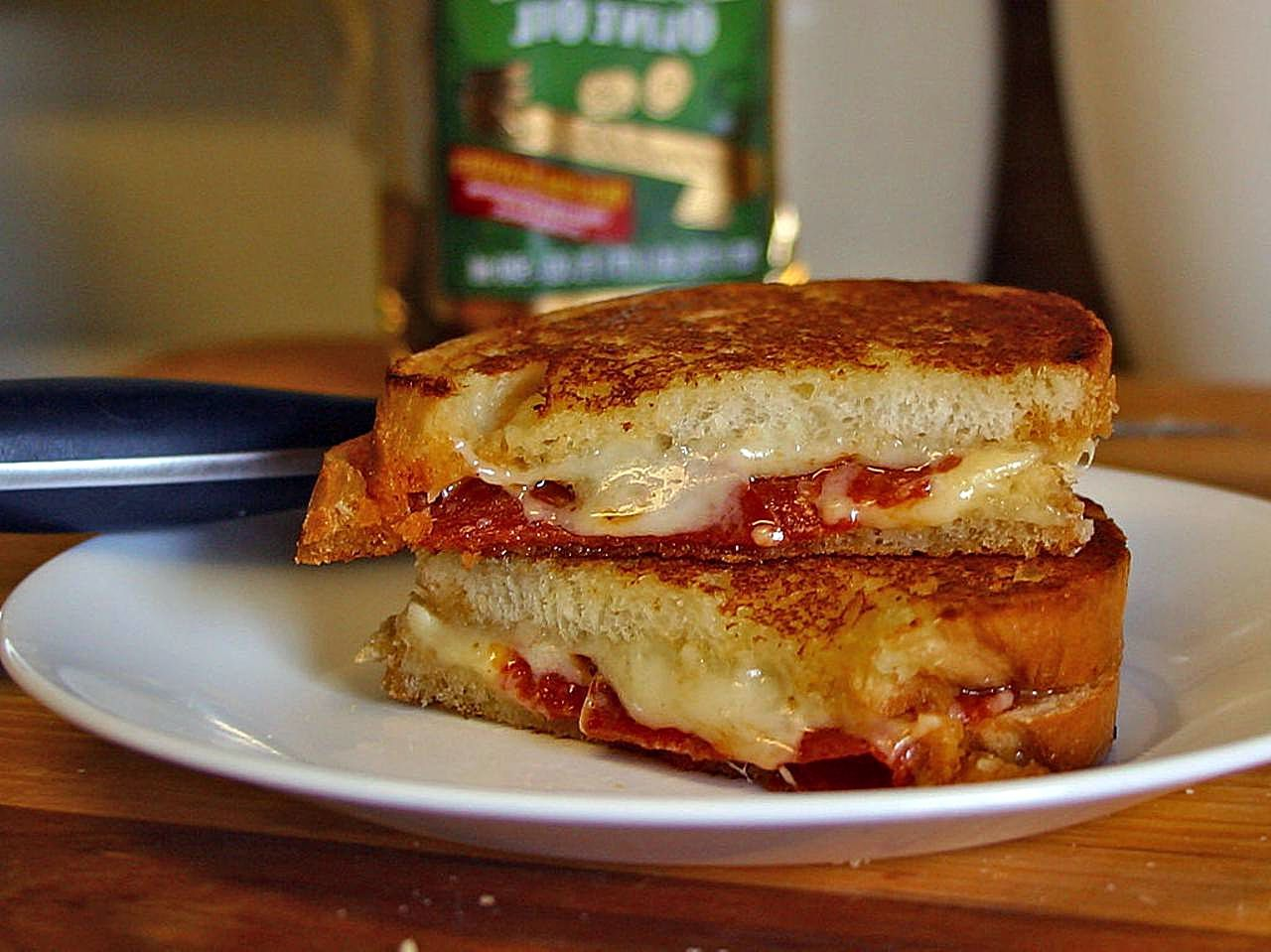
グリルドチーズ

グリルドチーズ（英語: grilled cheese）は、一種類またはそれ以上のチーズをパンに載せたホットサンドイッチである。通常はスライスした2枚のパンの間にチーズをはさみ、バターなどの食用油脂を用いフライパン、鉄板、ホットサンドメーカーなどを使ってパンに焼き色が付きチーズが溶けるまで温めて作る。
メルトサンドイッチはチーズ以外の具（例えばペパロニ、ツナサラダ、ハムなど）を用いたグリルドチーズの変種である。グリルドチーズは時として網焼きで作ることがある。

## 歴史
大恐慌時代のアメリカ合衆国で、焼いたチーズのオープンサンドであるチーズドリームが普及した。
アメリカ連邦政府の料理書によると、第二次世界大戦中のアメリカ海軍では「アメリカン・チーズ・フィリング・サンドイッチ」を網焼きで作っていたと記している。

## 作り方
グリルドチーズは、2枚のパンの間にチーズのフィリングを作り、それからパンに焼き色が付きチーズが溶けるまで温めて作る。チーズはチェダーチーズが使われることが多い。味と風味づけのためにパンの外側にバターまたはマヨネーズを塗ることもある。ピーマン、トマト、タマネギ、その他さまざまな具を加えてメルトサンドイッチにすることもある。
温める方法は、地域や個人の好みによりさまざまあるが、鉄板、フライパン、パニーニトースターまたはホットサンドメーカーを用いるのが普通である。英国ではサンドイッチトースターを用いる方法がより普及しており、通常は「トーストサンドイッチ」または「トースティー」と言う名で呼ばれる。オーストラリアでは「ジャッフルズ」(jaffles) と呼ばれる。オーブン、オーブントースターなどを使ってもよい。グリルドチーズは、軽食またはランチの食事として利用され、しばしばサラダ、スープ、フライドポテトまたはその他の付け合わせを添える。